# Stuart Carswell
Stuart Carswell (* 9. September 1993 in Bellshill) ist ein schottischer Fußballspieler. Der Mittelfeldspieler spielt für den FC Dumbarton.

## Vereinskarriere
Stuart Carswell wurde im schottischen Bellshill geboren, das zwei Kilometer nördlich von Motherwell liegt. Hier begann Carswell auch seine Karriere beim FC Motherwell. Für The Well spielte er bis zur U-19 in deren Jugend und kam zuvor bereits in allen weiteren Altersklassen zu Einsätzen. Sein Profidebüt gab er im Alter von 17 Jahren unter Stuart McCall im Ligaspiel der Scottish Premier League gegen Heart of Midlothian im April 2011. In derselben Saison erreichte er mit Motherwell das Pokalfinale gegen Celtic Glasgow, stand dort allerdings bei der 0:3-Niederlage nicht im 16-er-Kader. Bis zum Saisonende kam Carswell auf 4 Ligaspiele, in der darauf folgenden Spielzeit 2011/12 auf 14 jeweils ohne Torerfolg. Im Februar 2012 unterschrieb Carswell einen neuen Vertrag bei The Steelmen bis 2014. Diesen verlängerte er im März 2013 vorzeitig bis 2015. Nach Ende des Vertrages wechselte Carswell zum schottischen Erstligaabsteiger FC St. Mirren, bei dem er einen Einjahresvertrag unterschrieb. Im Juli 2016 wechselte Carswell nach Island zu Keflavík ÍF.